# Nobuyuki Kajitani
Nobuyuki Kajitani (Miyazaki, Japón, 3 de mayo de 1955) es un gimnasta artístico japonés, especialista en la prueba de barras paralelas, con la que ha conseguido ser subcampeón olímpico en 1984.

## 1983
En el Mundial de Budapest 1983 gana el bronce en el concurso por equipos, tras China (oro) y la Unión Soviética (plata), siendo sus compañeros de equipo: Koji Gushiken, Koji Sotomura, Mitsuake Watanabe, Noritoshi Hirata y Shinji Morisue.

## 1984
En los JJ. OO. de Los Ángeles consigue la plata en las barras paralelas —tras el estadounidense Bart Conner— y la medalla de bronce en el concurso por equipos, tras Estados Unidos y China, siendo sus compañeros: Kyoji Yamawaki, Koji Gushiken, Noritoshi Hirata, Shinji Morisue y Koji Sotomura.